# WolfSSL
wolfSSL (precedentemente conosciuto come CyaSSL o yet another SSL) è una libreria snella, trasportabile, integrata nel sistema SSL/TLS rivolta principalmente ad utilizzatori quali gli sviluppatori di sistemi integrati. 
È un'implementazione open source del sistema crittografico TLS (SSL 3.0, TLS 1.0, 1.1, 1.2, 1.3, DTLS 1.0 e 1.2) scritta nel linguaggio C. Include librerie clienti tipo SSL/TLS e server ad implementazione SSL/TLS così come il supporto per multiple interfacce di programmazione di applicazioni (API) includendo quelle definite da SSL e TLS. wolfSSL include anche una interfaccia di compatibilità OpenSSL con le funzioni più comunemente usate.
yaSSL, predecessore di wolfSSL è una libreria in linguaggio C++ per sistemi integrati che operano in tempo reale con risorse limitate.

## Piattaforme
wolfSSL è disponibile per Win32/64, Linux, macOS, Oracle Solaris, Threadx, VxWorks, FreeBSD, NetBSD, OpenBSD, embedded Linux, WinCE, Haiku, OpenWrt, iPhone, Android, Nintendo Wii e Gamecube attraverso il supporto DevKitPro, QNX, MontaVista le varianti Tron, NonStop, OpenCL, Micrium's MicroC/OS-II, FreeRTOS, SafeRTOS, Freescale MQX, Nucleus, TinyOS, TI-RTOS, HP-UX, uTasker ed embOS.

## Storia
L'origine di yaSSL o yet another SSL risale al 2004. OpenSSL era già disponibile all'epoca con doppia licenza OpenSSL e SSLeay. yaSSL è stato sviluppato anch'esso con doppia licenza, sia con licenza commerciale che con GNU General Public License. yaSSL proponeva una interfaccia di programmazione di applicazioni (API) più moderna, con sviluppatore in stile commerciale e completa di interfaccia di compatibilità OpenSSL. La prima applicazione principale a usare wolfSSL/CyaSSL/yaSSL è stata MySQL: grazie all'inclusione in MySql, yaSSL ha raggiunto un volume di distribuzione e vendita estremamente elevato raggiungendo cifre che si aggirano intorno ai milioni.

## Protocolli
wolfSSL, libreria ultraleggera implementa i seguenti protocolli:
- SSL 3.0, TLS 1.0, TLS 1.1, TLS 1.2, TLS 1.3
- DTLS 1.0, DTLS 1.2